# I Could Have Danced All Night
I Could Have Danced All Night (J'aurais voulu danser) est une chanson composée par Frederick Loewe sur des paroles de Alan Jay Lerner pour leur comédie musicale My Fair Lady, créée à Broadway en 1956.
Dans la comédie musicale, la chanson est chantée par l'héroïne principale, Eliza Doolittle, exprimant son exaltation/excitation après une danse impromptue avec son tuteur, le professeur Henry Higgins. Il est plus de trois heures du matin. En contrepoint de la chanson, deux bonnes et la femme de ménage, Mme Pearce, l'exhortent à aller se coucher, mais Eliza les ignore.
La chanson a été créée sur scène par Julie Andrews, l'interprète du rôle d'Eliza Doolittle dans la production originale de Broadway de 1956.

## Accolades
La chanson (dans la version du film My Fair Lady sorti en 1964) fut classée 17e dans la liste des « 100 plus grandes chansons du cinéma américain » selon l'American Film Institute (AFI). La protagoniste est jouée dans le film par Audrey Hepburn. Marni Nixon lui a prêté sa voix de chant. (Plus précisément, dans le morceau I Could Have Danced All Night Hepburn prononce seulement deux phrases dans les lignes introductives : « Bed, bed, I couldn't go to bed » et « Sleep, sleep, I couldn't sleep tonight », le reste est chanté par Nixon.)